# Bullet/Bullet
Bullet/Bullet (Originaltitel: バレット/バレット) ist eine japanische Animeserie, die von Sunghoo Park geschaffen wurde. In Japan fand die Premiere der Animeserie am 16. Juli 2025 als Original durch Disney+ via Star statt. Im deutschsprachigen Raum erfolgte die Erstveröffentlichung der Animeserie am selben Tag durch Disney+ via Star.

## Handlung
In einer nicht allzu fernen Zukunft lebt Gear in einer Welt, die nach dem Zusammenbruch der Zivilisation zu einer Einöde verkommen ist. Trotz der vorherrschenden Armut gelingt es den Menschen, auf die Überreste vergangener Zivilisationen zurückzugreifen, um sich ein erträglicheres Leben zu ermöglichen. Gear arbeitet als Schrotthändler und Gelegenheitsdieb. Gemeinsam mit Qu-0213, einem Roboter mit vier unterschiedlichen Persönlichkeiten, sowie Shirokuma, einem Polarbären und Glücksspieler, beschafft er gestohlene Waren wieder. Eines Tages kreuzen sich die Wege von Gear und Noah, einer mysteriösen jungen Frau, die ihm einen außergewöhnlichen Auftrag erteilt. Zwar erscheint dieser Auftrag zunächst ungewöhnlich, doch nicht undurchführbar: Das Team soll ein wertvolles Objekt stehlen. Schon bald geraten Gear und seine Begleiter jedoch in den Fokus skrupelloser Auftragsmörder, müssen sich nervenaufreibenden Verfolgungsjagden stellen und werden in explosive Kämpfe verwickelt. Was sie zu diesem Zeitpunkt noch nicht wissen: Das gestohlene Objekt birgt ein Geheimnis, das die Grundfesten ihrer Welt erschüttern könnte.

## Besetzung und Synchronisation
Die deutschsprachige Synchronisation entstand nach den Dialogbüchern von Ren Schlereth und Ralf Pel sowie unter der Dialogregie von Tim Kreuer durch die Synchronfirma DMT Studios in Hamburg.
| Rolle                            | japanischer Synchronsprecher (Seiyū) | deutscher Synchronsprecher |
| -------------------------------- | ------------------------------------ | -------------------------- |
| Gear                             | Marina Inoue                         | Alexander Merbeth          |
| Shirokuma                        | Kazuhiro Yamaji                      | Tetje Mierendorf           |
| Qu-0213 Schwester Nosa           | Rie Kugimiya                         | Emily Seubert              |
| Qu-0213 Schwester Kau            | Kana Hanazawa                        | Jana Dunja Gries           |
| Qu-0213 Bruder Naka              | Tomokazu Seki                        | Toni Michael Sattler       |
| Qu-0213 Oma Ay                   | Ai Orikasa                           | Ulrike Johannson           |
| Noah                             | Asami Seto                           | Merete Brettschneider      |
| Barrel                           | Makoto Furukawa                      | Vincent Fallow             |
| Brunch                           | Mayumi Shintani                      | Jennifer Böttcher          |
| Lunch                            | Nao Tamura                           | Jennifer Böttcher          |
| Emma                             | Saya Aizawa                          | Daniela Reidies            |
| Lynn                             | Yūki Wakai                           | Jannika Jira               |
| Lisa                             | Marie Ōi                             | Nina Witt                  |
| Tsuyako                          | Marie Ōi                             | Anna Psurek                |
| Mari                             | Akiha Matsui                         | Jamila Boukhers            |
| Will                             | Takamasa Mogi                        | Flemming Stein             |
| Professor Ching                  | Yūgo Sekiguchi                       | Frank Jordan               |
| Sushimaru Tempura                | Shin'ichirō Kamio                    | Martin May                 |
| Assassin SSS                     | Jōichirō Ohtsuki                     | Vincent Wojdacki           |
| Afternoon Tea                    | Ai Kakuma                            | Malin Steffen              |
| Batting Center Saitō             | Yūichi Nakamura                      | Maurice Sarnacki           |
| Breakfast                        | Yoshihisa Kawahara                   | Martin Sabel               |
| Dark-Cute Martial Artist Idol Ai | Yuka Iwahashi                        | Katharina von Keller       |
| Death Nail Naomi Brilliant       | Haruna Himeno                        | Iris Schumacher            |
| Destro Dog                       | Hironori Kondō                       | Leonie Adam                |
| Yamada Country Club              | Hidetaka Tenjin                      | Oliver Warsitz             |
| Gotcha                           |                                      | Tim Kreuer                 |
| Dalia                            |                                      | Saskia Brzyszczyk          |
| Petit                            |                                      | Kaya Malin Kröger          |
| Damper                           |                                      | Erik Schäffler             |
| Dinner                           |                                      | Elisa Pioch                |
| DJ TJ                            |                                      | Walter Wigand              |
| Chief                            |                                      | Oliver Warsitz             |
| Crying Man                       |                                      | Patrick Bach               |
| Verhandlungsführer               |                                      | Nils Rieke                 |
| Vorsitzender                     |                                      | Christian Rudolf           |
| Computerstimme                   |                                      | Cosima Ertl                |
| Navi                             |                                      | Annika Tenter              |

## Episodenliste
| Nr. | Deutscher Titel                                 | Originaltitel                            | Erstveröffentlichung (Japan) | Deutschsprachige Erstveröffentlichung (D/A/CH) |
| --- | ----------------------------------------------- | ---------------------------------------- | ---------------------------- | ---------------------------------------------- |
| 1   | Jenseits des Horizonts                          | あの地平線の向こうまで                   | 16. Juli 2025                | 16. Juli 2025                                  |
| 2   | Du hast dich entschieden, es zu tun             | てめぇでやるって決めたんだろうが         | 16. Juli 2025                | 16. Juli 2025                                  |
| 3   | Ich habe gelernt, Leuten nicht zu trauen        | 俺は学んだのさ、人を信じるなって         | 16. Juli 2025                | 16. Juli 2025                                  |
| 4   | Wir sind deine Familie                          | 私たちは、家族なんだから                 | 16. Juli 2025                | 16. Juli 2025                                  |
| 5   | Du Dummkopf                                     | ……バカね                                 | 16. Juli 2025                | 16. Juli 2025                                  |
| 6   | Ihr habt das Recht, es zu erfahren              | 貴方たちには知る権利がある               | 16. Juli 2025                | 16. Juli 2025                                  |
| 7   | An die Arbeit                                   | 仕事の時間だ                             | 16. Juli 2025                | 16. Juli 2025                                  |
| 8   | Die Welt ist viel größer, härter und hässlicher | 世界は、遥かに大きく、強く、醜い         | 16. Juli 2025                | 16. Juli 2025                                  |
| 9   | Dieser Typ ist wie Spinat in deinen Zähnen      | そいつは歯に挟まったほうれん草           | 13. Aug. 2025                | 13. Aug. 2025                                  |
| 10  | Nur ich kann die Welt verändern                 | わかったの。私だけができる世界の変え方が | 13. Aug. 2025                | 13. Aug. 2025                                  |
| 11  | Volle Kraft voraus                              | アンタには止まってほしくないんだ         | 13. Aug. 2025                | 13. Aug. 2025                                  |
| 12  | Bullet/Bullet                                   | バレット/バレット                        | 13. Aug. 2025                | 13. Aug. 2025                                  |